# Athyrium × bicolor
Athyrium × bicolor là một loài dương xỉ trong họ Athyriaceae. Loài này được Seriz. mô tả khoa học đầu tiên năm 1980.
Danh pháp khoa học của loài này chưa được làm sáng tỏ. 